# 加美 (鴻巣市)
加美（かみ）は、埼玉県鴻巣市の町名。現行行政地名は加美一丁目から三丁目。住居表示実施地区。郵便番号は365-0078。

## 地理
埼玉県の県央地域で、鴻巣市中央部の大宮台地上に位置する。北は神明、南は雷電、東は宮地、西、北は宮前に隣接する。町域は住宅地が多い。

## 歴史
- 1966年（昭和41年）5月1日 - 大字鴻巣の一部から加美一丁目〜二丁目が住居表示を実施して成立[5][6]。
- 1967年（昭和42年） - 大字鴻巣の一部から加美三丁目が住居表示を実施して成立[5]。

## 世帯数と人口
2017年（平成29年）10月1日現在の世帯数と人口は以下の通りである。
| 丁目       | 世帯数  | 人口    |
| ---------- | ------- | ------- |
| 加美一丁目 | 141世帯 | 309人   |
| 加美二丁目 | 404世帯 | 937人   |
| 加美三丁目 | 129世帯 | 290人   |
| 計         | 674世帯 | 1,536人 |

## 小・中学校の学区
市立小・中学校に通う場合、学区は以下の通りとなる。
| 丁目       | 番地 | 小学校               | 中学校               |
| ---------- | ---- | -------------------- | -------------------- |
| 加美一丁目 | 全域 | 鴻巣市立鴻巣北小学校 | 鴻巣市立鴻巣北中学校 |
| 加美二丁目 | 全域 | 鴻巣市立鴻巣北小学校 | 鴻巣市立鴻巣北中学校 |
| 加美三丁目 | 全域 | 鴻巣市立鴻巣北小学校 | 鴻巣市立鴻巣北中学校 |

## 交通

### 道路
町域を埼玉県道164号鴻巣桶川さいたま線が縦断し、町域の北部で埼玉県道365号鎌塚鴻巣線が分岐している。また、北東境を国道17号が掠める。

### 鉄道
JR東日本高崎線が縦断し、線路東側に一丁目、二丁目、線路西側に三丁目が位置する。駅は設置されていない。

## 施設
一丁目
- エンゼル幼稚園

二丁目
- 加美町自治会館
- 加美二丁目公園
- 加美二丁目子供公園
- スウィン鴻巣
- 日蓮宗池元院 - 蘭渓堂碑（市指定文化財）がある[8]。

三丁目
- 加美三丁目公園